# Eli Whitney
Eli Whitney (Westborough, 8 dicembre 1765 – New Haven, 8 gennaio 1825) è stato un imprenditore, inventore e ingegnere statunitense, ideatore della sgranatrice di cotone e considerato per questo uno degli artefici della crescita industriale del suo paese. Dal 1900 è stato eletto nella Hall of Fame for Great Americans. Nel 1798 ricevette l'incarico di progettare i fucili per l'esercito degli Stati Uniti, e ne furono richiesti ben 10.000 in due anni. Studiò l'intercambiabilità dei componenti, e fece in modo che i pezzi venissero prodotti usufruendo dell'energia idraulica e di macchinari.